# شهرک ولاسیخا (سرزمین آلتای)
شهرک ولاسیخا (به لاتین: Vlasikha) یک منطقهٔ مسکونی در روسیه است که در بارنائول واقع شده‌است.